# Capitulação de Toledo

Governadores espanhóis na América do Sul em 1529.

A Capitulação de Toledo foi um documento legal emitido em 26 de julho de 1529 por Carlos V pelo qual foi concedida a Francisco Pizarro a permissão para colonizar e povoar a América do Sul.

## História
Em 1528 Pizarro viajou à Espanha levando lhamas, roupas, objetos de ouro e prata e outras coisas para mostrar ao soberano espanhol. Em Sevilha, seu parente, o conquistador Hernán Cortés, o apresentou ao rei Carlos V, a quem informou sobre seus planos, obtendo aceitação imediata.
Francisco Pizarro finalmente terminou negociando com o Conselho das Índias, do qual era presidente o Conde de Osorno. Essas negociações foram interrompidas porque, aparentemente, Pizarro solicitou o governo do Peru para ele e para Diego de Almagro, a quem o Conde de Osorno se opôs, pela experiência de Santa Marta, onde dois conquistadores que haviam ocupado o mesmo cargo tinham inimizades e um deles matou o outro. Portanto, Pizarro finalmente aceitou o cargo de governador para ele, deslocando Diego de Almagro. Terminada a negociação com o Conselho das Índias, Francisco Pizarro e o rei Carlos V de Espanha concordaram em assinar o acordo. A assinatura se deu em 26 de julho de 1529.
| “ | Com esta capitulação, Pizarro conseguiu plena autoridade para prosseguir com a conquista e: 1. Para Francisco Pizarro: os títulos de governador, capitão general, adelantado e alguacil mayor de Nova Castela. Extensão do seu domínio para 200 léguas (1.110 km) ao sul de pueblo de Santiago, Equador (aproximadamente até a atual Chincha). Salário: 725 mil maravedíes ao ano. 2. Para Diego de Almagro: governador de la Fortaleza de Tumbes. Título: Hidalgo. Salário: cem mil ducados. 3. Para Bartolomé Ruiz: o cargo de piloto mayor del Sur. 4. Para Pedro de Candia: o cargo de chefe de artilharia. 5. Para os treze cavaleiros da ilha de Gallo, títulos de hidalgos. | ” |

Ajustada a capitulação, Francisco Pizarro viajou para Sevilha, para voltar para a América. Fretou três embarcações, dois navios e uma zabra.
Entre aqueles que navegaram para a América com Francisco Pizarro estavam quatro irmãos e um primo. Foram para Sanlúcar de Barrameda, província de Cádis. Esperaram a permissão para navegar, que não veio porque o Conselho das Índias teve de inspecionar o que Pizarro tinha oferecido: os navios e os 300 homens. Lá, usaram um artifício para burlar a fiscalização do Conselho. Zarpar com um dos navios para a ilha de La Gomera e deixar seu irmão Hernando Pizarro para a inspeção. Hernando convenceu os membros do Conselho das Índias que os 300 homens faltantes haviam navegado com seu irmão Francisco, em um navio. Finalmente convenceu o Conselho e recebeu permissão para navegar. Ele se juntou a Pizarro na ilha de La Gomera e, em seguida, navegaram para a América juntos. Chegaram em Santa Marta e de lá foram para Nombre de Dios, para se encontrar com Diego de Almagro e o sacerdote Hernando de Luque. As diferenças entre Diego de Almagro e Francisco Pizarro agravaram-se por ações judiciais que Almagro moveu contra Hernando Pizarro. A expedição partiu nessas condições para o Panamá. Tudo indica que através da mediação de Hernando de Soto e Hernando Ponce de León, os antigos parceiros retomaram a amizade.

## Nota
- Este artigo foi inicialmente traduzido, total ou parcialmente, do artigo da Wikipédia em castelhano cujo título é «Capitulación de Toledo», especificamente desta versão.